# 탕가니카호
탕가니카 호수(Lake Tanganyika)는 중앙 아프리카의 큰 호수이다 (3° 20' to 8° 48' South and from 29° 5' to 31° 15' East). 부피로 따질 때와 깊이로 따질 때 세계에서 두 번째로 큰 담수 호수이며, 제일 큰 호수는 시베리아의 바이칼호이다. 탕가니카 호수는 4개의 나라에 걸쳐 있는데, 그 나라들은 부룬디, 잠비아, 콩고 민주 공화국, 탄자니아이며, 콩고(45%)와 탄자니아(41%)에 속한 영역이 가장 크다. 이 호수의 물은 콩고강으로 흘러 들어가 대서양으로 나간다.